# Mejlø
Mejlø est une île du Danemark, située dans le Cattégat, dans la zone d’eau calme appelée Lillestrand, au sud de Korshavn sur le côté nord de Hindsholm, à environ 15 km au nord-ouest de Kerteminde et à 25 km au nord-est d’Odense. Mejlø a été décrite comme la première île dans « Le pays des Danois » d’Achton Friis. Mejlø a une superficie de 0,4km2 et son point culminant a une altitude d’environ 9 m. Avec 40 hectares et un littoral de 5 km de périmètre, Mejlø la plus grande des 6 îles de Korshavn. Les autres îles sont Bogø, Vejlø, Vejlø Kalv, Enø et Ægø. Mejlø s’est formée pendant la période glaciaire. Elle est ce que l’on appelle l’île supérieure. Aujourd’hui, elle apparaît comme une île morainique vallonnée, avec des falaises à l’ouest et des prairies calcaires. Sa flore est décrite en détail. Parmi les zones inhabitées de Fionie, Mejlø est l’île la plus riche en espèces aviaires, avec 80 espèces d’oiseaux nicheurs différentes. Mejlø est maintenant une réserve naturelle déterminée par le ministère de l'Agriculture, où les chiens sont interdits et où la circulation est interdite dans la période du 1er avril au 15 juillet.
Il y a des traces d’un établissement de l’âge de la pierre dans les eaux au nord de Mejlø.